# Wejherowo
Wejherowo (cașubiană Wejrowò, germană Neustadt in Westpreußen) este un oraș în Polonia.